# Christopher Sabat
Christopher Sabat est un acteur américain spécialisé dans le doublage né le 22 avril 1973 à Washington (États-Unis). Il est aussi producteur.

## Biographie
Il double parfois en version US les Dragon ball. Il est connu grâce à ses nombreux doublages très connus tel que : Végéta, Piccolo, Shenron, Zoro.

## Filmographie

### Doublage
- 1987 : Dragon Ball : L'Aventure mystique (Doragon bôru: Majinjô no nemuri hime) : Yamcha (voix)
- 1992 : Dragon Ball Z : Cent mille guerriers de métal (Doragon bôru Z: Gekitotsu! Hyakuoku powâ no senshitachi) : Piccolo / Vegeta (voix)
- 1992 : Dragon Ball Z : L'Offensive des cyborgs (Doragon bôru Z: Kyokugen batoru!! San dai sûpâ saiyajin) : Piccolo / Vegeta (voix)
- 1993 : Dragon Ball Z : Broly le super guerrier (Doragon bouru Z: Moetsukiro!! Nessen retsusen-chou gekisen) : Vegeta / Piccolo / King Vegeta (voix)
- 1993 : Dragon Ball Z : Les Mercenaires de l'espace (Dragon Ball Z: Ginga girigiri!! Butchigiri no sugoi yatsu) : Piccolo / Vegeta / Yamcha (voix)
- 1996 : Dragon Ball GT (série TV) : Piccolo / Vegeta / Shenron / Mr. Popo / Omega Shenron (voix)
- 1989 : Dragon Ball Z (série TV) : Piccolo (II) / Vegeta (II) / Zarbon (II) / Kamí (II) / Jaice (II) / Yamcha (II) / Nappa (II) / Raditz (II) / Recoome (II) / Guru (II) / Mr. Poppo (II) / Korin (III) / Shenron (II) (1999-) (voix)
- 1986 : Dragon Ball (série TV) : Yamcha (2001-2003) / King Piccolo / Piccolo Jr. (2003) (voix)
- 2002 : Yû yû hakusho (série TV) : Kazuma Kuwabara (voix)
- 2003 : Fullmetal Alchemist : Major Alex Louis Armstrong
- 2004 : Interstate : Radio Host
- 2007 : Vexille :  Zak
- 2009 : Fullmetal Alchemist : Brotherhood : Major Alex Louis Armstrong
- 2016 : My Hero Academia (série TV) : All Might
- 2016 : RWBY (série sur YouTube): Arthur Watts

#### Jeux vidéo
- Dragon Ball Z: Kakarot : Végéta, Yamcha, Piccolo, Tout Puissant (voix)
- Fire Emblem Heroes : Duessel
- Paladins : Champions du Royaume : Grover